# Ihor Matviyenko
Pour les articles homonymes, voir Matviyenko.
Ihor Matviyenko, né le 17 mai 1971 à Dnipropetrovsk en République socialiste soviétique d'Ukraine, est un marin ukrainien et champion olympique.
Il remporte une médaille d'or dans la Classe 470 aux Jeux olympiques d'été de 1996 à Atlanta, en collaboration avec Yevhen Braslavets.